# 閻濟
閻濟（1374年—？），字汝舟，山東兖州府濟寧州人，民籍，明朝政治人物。進士出身。

## 生平
府學生，己卯科鄉試第二名。建文二年（1400年）庚辰科會試第十八名，殿試登進士三甲。

## 家族
曾祖閻璲、祖父閻泰，父亲閻義。